# Bembidion aliense
Bembidion aliense es una especie de escarabajo del género Bembidion, categorizada en la tribu Bembidiini, de la subfamilia Trechinae.

## Distribución
Se distribuye por China.

## Taxonomía
Fue descrita por Habu en 1973.